# Марчак Олег Петрович
Олег Петрович Марчак (нар. 30 травня 1975, м. Чортків, Україна) — український фотохудожник. Член НСФХУ (2005) та НСЖУ (2013).

## Життєпис
Олег Марчак народився 30 травня 1975 року в місті Чорткові Тернопільської області України.
Ще навчаючись у школі, займався у фотогуртку на станції юних техніків. У 14 років уперше взяв участь в обласному конкурсі фотографів і здобув перемогу.
Закінчив Тернопільське училище працівників служби побуту (1995, за спеціальністю — фотограф).
Від 1995 року працює в Чортківському центрі науково технічної творчості та дозвілля учнівської молоді, керівником гуртка фотомистецтва «Первоцвіт».

## Творчість
Персональні виставки у містах Тернополі (2004, ) Добродзені, Польща (2005), Чорткові (2005, 2006, 2009, 2019).
Активний учасник фотоконкурсів і тематичних заходів, які проходять в Україні. Фотографії побували на фотоконкурсах в Австралії, Європі, Новій Зеландії, Азії, Африці, Північній та Південній Америці.

## Відзнаки
- перше місце на республіканському фотоконкурсі
- Гран-прі XX Міжнародного фестивалю аудіовізуальних мистецтв «Кришталеві джерела» (2012) — за проект соціальної фотографії «Інше дитинство» (у співавторстві з Іриною Брундою)[2]